# Hunter King
Hunter Haley King (19 ottobre 1993) è un'attrice statunitense. È nota per aver interpretato Adriana Masters in Hollywood Heights - Vita da popstar (2012), Summer Newman in Febbre d'amore (2012-2016, 2018-2022) e Clementine Hughes in Life in Pieces (2015–2019). Fino al 2014 è stata accreditata come Haley King.

## Biografia
Ha una sorella maggiore di nome Kelli e una sorella minore, Joey, anch'essa attrice. Ha iniziato a recitare in un teatro ad Agoura Hills, in California.

## Carriera
King ha iniziato la sua carriera di attrice professionista recitando in serie come Roswell, Hannah Montana e Workaholics. Ha recitato nel ruolo di Adriana Masters nella serie Hollywood Heights - Vita da popstar. In quell'occasione, incontrò Jill Farren-Phelps, produttrice esecutiva di The Young and the Restless. Riguardo l'incontro, Hunter King ha ricordato: «Jill mi portò là. Non avevo mai fatto il provino per Y&R . Mentre stavo scendendo dall'aereo dalla Florida con un amico, Jill ha chiamato e mi ha detto: "Vuoi venire a lavorare su Y&R e interpretare Summer?" Ero tipo, "Sì". Ha detto: "Va bene. Inizi tra due giorni"».
Il 15 ottobre 2012, fece il suo debutto nella soap opera nel ruolo di Summer Newman, in sostituzione di Lindsay Bushman. La sua interpretazione le è valsa una nomination agli Young Artist Awards nella categoria "Miglior giovane attrice in una serie TV drammatica". Ha ricevuto anche una candidatura per il Premio Emmy nella categoria "miglior giovane attrice in una serie drammatica" nel 2013, perdendo contro Kristen Alderson; vinse il premio l'anno successivo, battendo la stessa Alderson, Linsey Godfrey, Kim Matula e Kelly Missal.
Nel 2013, King accusò il suo co-protagonista di Y&R Michael Muhney di averla aggredita sessualmente. Radar Online ha riferito come King abbia affermato che Muhney le avesse accarezzato il seno in due occasioni, entrambe avance non richieste e indesiderate. Sempre secondo Radar Online, King ha minacciato i produttori che avrebbe presentato una denuncia contro Muhney se non fosse stato licenziato dallo show. Muhney è stato licenziato il 17 dicembre 2013, sostenendo che le accuse erano false. Nessuna accusa è mai stata presentata.
Nel 2015, è stata scelta per il suolo di Avery Keller in A Girl Like Her (originariamente chiamato The Bully Chronicles), ed è stata scritturata per la serie della CBS Life in Pieces per il ruolo Clementine. Inizialmente un ruolo ricorrente nella prima stagione, è stata promossa a personaggio regolare dalla seconda stagione, lasciando il proprio ruolo in The Young and the Restless. Nel maggio 2018, TVLine ha annunciato che sarebbe tornata in The Young and the Restless come Summer dal 4 giugno 2018. King è riuscita a lavorare in entrambe le serie perché una sostituta ha assunto il suo ruolo di Summer per diversi episodi. Nel 2022 venne sostituita da un'altra attrice Allison Lanier nel ruolo di Summer.

## Filmografia

### Cinema
- Judy Moody and the Not Bummer Summer, diretto da John Schultz (2011)

### Televisione
- Roswell – serie TV, episodio 3x09 (2001)
- Line of Fire – serie TV, episodio 1x06 (2004)
- Senza traccia (Without a Trace) – serie TV, episodio 3x09 (2004)
- Dexter – serie TV, episodi 1x04-1x06 (2006)
- E.R – serie TV, episodio 14x04 (2008)
- Hanna Montana – serie TV, episodio 3x23 (2009)
- Workaholics – serie Tv, episodio 2x08 (2011)
- Hollywood Heights - Vita da popstar (Hollywood Heights) – 69 episodi (2012)
- Febbre d'amore (The Young and the Restless) – serie TV (2012-2016, 2018-2022)
- CSI - Scena del crimine (CSI: Crime Scene Investigation) – serie TV, episodio 15x17 (2015)
- Life in Pieces – serie TV, 46 episodi (2015-2019)

## Doppiatrici italiane
- Giulia Bersani in Workaholics
- Perla Liberatori in Hollywood Heights - Vita da popstar
- Gemma Donati in CSI - Scena del crimine
- Annalisa Usai in Life in Pieces

## Riconoscimenti
- Premio Emmy
  - 2013 – Candidatura per la miglior giovane attrice in una serie TV drammatica per Febbre d'amore[7]
  - 2014 – Miglior giovane attrice in una serie TV drammatica per Febbre d'amore[8]
  - 2015 – Miglior giovane attrice in una serie TV drammatica per Febbre d'amore[21]
  - 2016 – Candidatura per la miglior giovane attrice in una serie TV drammatica per Febbre d'amore[22]
  - 2017 – Candidatura per la miglior giovane attrice in una serie TV drammatica per Febbre d'amore[23]
- Young Artist Award
  - 2013 – Candidatura per la miglior interpretazione in una serie TV – Giovane attrice per Febbre d'amore[6]
- Soap Awards Francia
  - 2021 – Candidatura per la miglior attrice internazionale per Febbre d'amore[24]